# Jules Bléser
 Jules Bléser (* 16. Juni 1897 in Bettemburg; † 21. Juli 1943 in Lyon) war ein luxemburgischer römisch-katholischer Geistlicher und Märtyrer.

## Leben
Jules Bléser, Sohn von Kaufleuten aus Bettemburg, wurde 1923 zum Priester geweiht. Er wirkte in Düdelingen, als Pfarrer in Mensdorf (Stadtteil von Betzdorf) (1931–1939), schließlich als Pfarrer in Monnerich. Am 14. Juli 1941 wurde er von den nationalsozialistischen Besatzern verhaftet und zusammen mit zehn weiteren Priestern nach Lyon deportiert. Dort starb er zwei Jahre später im Alter von 46 Jahren.